# Schneeberg (Waldviertel)
Der Schneeberg ist eine 902 m ü. A. hohe Bergkuppe in der Marktgemeinde Kirchschlag im niederösterreichischen Waldviertel.
Der Berg befindet sich westlich des Ortes Schneeberg. Während er nach Norden nur flach abfällt und kaum Aussichten bietet, öffnet sich gegen Süden der Spitzer Graben, wodurch man an klaren Tagen eine Fernsicht bis ins Voralpenland haben kann. Einzig der 960 m ü. A. hohe Jauerling verdeckt den Blick nach Süden etwas.